# Marleen Vanderpoorten
Marleen Caroline Valère Vanderpoorten (Lier, 21 juli 1954) is een Belgisch politica voor de Open Vld. Ze was onder meer Vlaams minister van Onderwijs, burgemeester van Lier en voorzitster van het Vlaams Parlement.

## Biografie

### Studies
Marleen Vanderpoorten behaalde in 1976 aan de Rijksuniversiteit Gent de diploma's van licentiaat in de geschiedenis en geaggregeerde voor het hoger secundair onderwijs.

### Loopbaan en familie
Na haar studies was Vanderpoorten van 1976 tot 1995 lerares geschiedenis in athenea in Lier, Mechelen, Heist-op-den-Berg en Herentals, waarna ze in de politieke voetsporen van haar grootvader Arthur Vanderpoorten en vader Herman Vanderpoorten stapte. Ze is tevens een nicht van politicus Patrick Dewael.

### Politieke carrière
In 1982 nam Vanderpoorten in Berlaar, waar ze actief was geworden in de werking van de lokale afdeling van de PVV en de PVV Vrouwen, voor het eerst deel aan de gemeenteraadsverkiezingen. Ze werd niet verkozen en verhuisde in 1985 naar Lier, waar ze ook actief werd in de lokale PVV-afdeling. Van 1987 tot 1991 was ze voor de VLD provincieraadslid van Antwerpen. Net als haar vader en grootvader werd ze in 1989 gemeenteraadslid van Lier, waar ze van 1989 tot 1994 schepen van Cultuur, Onderwijs en Jeugd en van 1995 tot 2012 burgemeester was. Van 1999 tot 2004 oefende ze deze functie titelvoerend uit vanwege haar functie als Vlaams minister en werd ze vervangen door een waarnemend burgemeester, eerst Jan Hendrickx en vanaf 2000 Patrick Tersago.
Na de omvorming van de PVV tot de VLD trad Vanderpoorten in 1992 toe tot het partijbureau van de partij en van 1992 tot 1995 was ze voorzitster van de VLD-Vrouwen. Bij de eerste rechtstreekse verkiezingen voor het Vlaams Parlement van 21 mei 1995 werd ze verkozen in de kieskring Mechelen-Turnhout. Ook na de Vlaamse verkiezingen van 13 juni 1999 bleef ze nog even Vlaams Parlementslid tot juli 1999. Als Vlaams Parlementslid werd Vanderpoorten de woordvoerster van haar partij in onderwijszaken.
In juli 1999 kreeg ze de ministerpost Onderwijs in de Vlaamse regering-Dewael en vanaf 2003 de regering-Somers. Tijdens haar ambtsperiode voerde ze een aantal hervormingen door zoals onder andere het (in 2005 terug afgeschafte) systeem van de vervangingspools (jonge leerkrachten die binnen een scholengemeenschap vervangopdrachten uitvoeren en in ruil een volledige wedde voor de duur van het schooljaar krijgen). Er werd tevens gestart met de uitvoering van het beleid voor Gelijke Onderwijskansen (GOK) en de bachelor-masterstructuur in het hoger onderwijs, een hervorming die de universiteiten reeds voor de voltooiing van het zogenaamde "structuurdecreet" van regering en parlement geanticipeerd en daardoor sterk bepaald hadden. Ze kreeg echter ook af te rekenen met weerstand, vooral in het katholiek onderwijs waar traditioneel de christelijke onderwijsvakbond sterk staat. Vanderpoorten was een van de weinige ministers die de volledige ambtstermijn van de Vlaamse Regering uitzat. 
Na de derde Vlaamse verkiezingen van 13 juni 2004 werd ze opnieuw Vlaams volksvertegenwoordiger. In de regering-Leterme was er voor haar geen plaats meer. Daarop nam ze opnieuw het burgemeesterschap van Lier op zich. Van 22 december 2004 tot 12 juli 2006 maakte ze als derde ondervoorzitter deel uit van het Bureau (dagelijks bestuur) van het Vlaams Parlement. In dezelfde periode was Vanderpoorten vast lid van de commissie Onderwijs, Vorming, Wetenschap en Innovatie en ondervoorzitter van de commissie Binnenlandse Aangelegenheden, Bestuurszaken, Institutionele en Bestuurlijke Hervorming en Decreetsevaluatie. 
Op 13 juli 2006 werd ze voorzitter van het Vlaams Parlement, in opvolging van Norbert De Batselier (sp.a), en op 25 september 2006 opende ze als eerste vrouw in dit ambt het nieuwe werkjaar. In juli 2009 werd ze opgevolgd door Jan Peumans (N-VA). Voor het hele jaar 2009 was ze met al haar mandaten de politica die het meest verdiende, namelijk 350.000 euro voor 2009. Na afloop van haar parlementsvoorzitterschap zetelde Vanderpoorten nog tot in mei 2014 in het Vlaams Parlement en ging ze opnieuw zitting nemen in de commissie Onderwijs en Gelijke Kansen.
Na de gemeenteraadsverkiezingen van oktober 2012 kon ze geen aanspraak meer maken op de burgemeesterssjerp in Lier. Ze werd er vanaf 2013 schepen van Sociale Zaken en OCMW-voorzitter. In 2013 maakte ze bekend dat ze stopte met de nationale politiek en zodoende was ze in mei 2014 geen kandidaat meer voor een nationaal of regionaal mandaat.
Sinds 30 juni 2014 mag ze zich erevoorzitter van het Vlaams Parlement noemen. Die eretitel werd haar toegekend door het Bureau (dagelijks bestuur) van deze assemblee.
In 2018 was ze lijsttrekker voor Open Vld tijdens de gemeenteraadsverkiezingen. Ze wilde 
opnieuw burgemeester van Lier worden, maar haar partij werd tweede en de eerste partij, N-VA, was zo goed als onmisbaar in een coalitie. De coalitie tussen N-VA en Open Vld werd verdergezet en Vanderpoorten bleef schepen, met de bevoegdheden Patrimonium, Onroerend erfgoed, Participatie en Wijkwerking, Wonen en Tewerkstelling. Haar mandaat van OCMW-voorzitter verloor ze echter. Vanderpoorten bleef het mandaat van schepen uitoefenen tot eind juni 2021, waarna ze de Lierse gemeentepolitiek verliet. Sabine Leyzen volgde haar als schepen op.

### Na de politiek
In 2019 werd Vanderpoorten in opvolging van Inga Verhaert voorzitter van de AP Hogeschool in Antwerpen.
In 2023 werd ze voorzitter van de raad van bestuur van Kazerne Dossin in Mechelen. Ze was er reeds bestuurder.
Verder is of was Vanderpoorten bestuurder van de Koning Boudewijnstichting (2016-2023), de Vereniging van Vlaamse Steden en Gemeenten, Centrum Basiseducatie Open School regio Mechelen, Logo Mechelen, het Liberaal Archief, de Liberale Mutualiteit Provincie Antwerpen, IGEMO, De Vesten vzw, Beiaardcomité vzw en Lier 800 vzw.

## Persoonlijk
Marleen Vanderpoorten is moeder van twee kinderen en heeft drie kleinkinderen.

## Publicaties
- Onder het pseudoniem Marleen Porta: Dag, Leven, met een inleiding van Jan Berghmans, Antwerpen: Brito, 1972. (Autobiografie over haar jeugd als rebelse tiener.)[21]
- Een bank vooruit, Antwerpen: Houtekiet, 2002.[22]

## Eretekens
- België: Grootofficier Leopoldsorde[23]
- België: Erevoorzitter van het Vlaams Parlement (zilveren medaille)[5][24]